# Чарлі Чаплін
Ча́рлі Ча́плін (англ. Charlie Chaplin, повне ім'я Сер Чарлз Спенсер Чаплін,  молодший англ. Sir Charles Spencer Chaplin, Jr.; 16 квітня 1889, Лондон — 25 грудня 1977, Веве, Швейцарія) — легендарний англійський та американський кіноактор і кінорежисер першої половини XX століття. Визнаний одним із найкращих коміків в історії світового кіно, тричі нагороджений премією «Оскар».
Він грав ролі, писав сценарії, продюсував власні фільми. Був одним із класиків ери німого кіно. За свою кар'єру, яка тривала понад 65 років, пройшов шлях від вікторіанських сцен британських мюзик-холів до Голлівуду — центру світового кіномистецтва.

## Життєпис

### Походження
Кілька поколінь поспіль сімейство Чаплінів проживало на сході Англії у графстві Саффолк.
Судячи з прізвища, це були нащадки гугенотів, які охоче селилися у Східній Англії. Прапрадід Чапліна Седрах народився 1786 року і став сільським чоботарем у Ґрейт-Фінборо.
Батько Чарлі Чапліна Чарлз Чаплін народився 18 березня 1863 року на Оркас-стріт, у Мерілебоуні. Мати — Анна Гаріет Педлінгем Гілл — народилася 1865 року на Кемден-стріт, 11. Вона також походила з чоботарського роду.
Шлюб між Чарльзом Чапліном і Анною Гілл відбувався у церкві святого Іоанна в Лондоні.
|                      |  |                    |  |
| Батько Чарлі Чапліна |  | Мати Чарлі Чапліна |  |

### Рання біографія
Чарлі Чаплін народився 16 квітня 1889 року в Лондоні. Незабаром після народження Чарлі його батьки розійшлися; діти залишилися під опікою матері, Анни Гаріет Гілл, яка виступала у вар'єте. Через кілька років вона втратила голос і 1896 року мусила залишити сцену. Брати Сід і Чарлі разом із матір'ю опинилися у робітному будинку в Ламбеті, а потім їх віддали в школу для сиріт і бідних дітей.
Чарлі вперше виступив на сцені 1894 року, у п'ять років, коли його номер замінив номер його матері в програмі мюзик-холу. Наприкінці 1898-го  року він вступив до дитячої танцювальної групи «Вісім ланкаширських парубків» (англ. The Eight Lankashire Lads). Це так вплинуло на творчу манеру актора, що згодом критики називали фільми Чапліна «фільмами-балетами». На Різдво 1900 року «Ланкаширські парубки» брали участь у пантомімі «Попелюшка». Чаплін у костюмі кішки вперше дістав можливість розсмішити глядачів. Весною 1901 року Чаплін покинув групу «Ланкаширських парубків». 9 травня 1901 року у 37 років помер батько Чапліна. Чарлі рідко відвідував школу, працював продавцем газет, помічником лікаря, у друкарні тощо, але ніде довго не затримувався через юний вік.
1903 року в 14 років Чарлі отримав постійну роботу в театрі й роль посильного Біллі у п'єсі «Шерлок Холмс». У цей час Чаплін був практично неграмотним. Коли йому вручили текст ролі, він боявся, що його попросять прочитати вголос кілька абзаців. Роль йому допоміг вивчити брат Сідні.

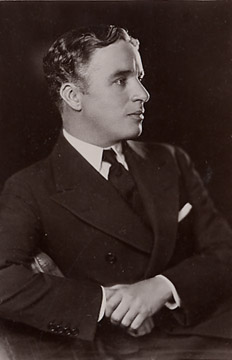
Чарлі Чаплін. 1920 рік

Протягом кількох років Чарлі також грав у вар'єте. З 16 років Чаплін регулярно вправлявся у грі на скрипці, беручи уроки у театрального диригента і займаючись по 4–16 годин на день.
21 лютого 1908 року отримав місце актора на театральному підприємстві Фреда Карно, яке постачало готові скетчі й пантоміми для багатьох м'юзик-холів, і незабаром став одним із ключових акторів у низці постановок (деякі з них він пізніше адаптував для екрану).

### Сполучені Штати

#### Кістоун Філм
Чаплін із трупою Карно був на гастролях у США з вересня 1910 року по червень 1912-го. У 1912 році він на п'ять місяців повернувся до Британії, а 2 жовтня 1912 року юнак приїхав разом із трупою Карно в США і залишився в цій країні. Під час одного з виступів його помітив кінопродюсер Мак Сеннет. Гра Чарлі сподобалася Маку, і він запросив артиста на роботу в свою студію «Keystone Studios». 23 вересня 1913 року Чаплін уклав контракт із «Кістоун Філм» із платнею 150 доларів на тиждень.
Спочатку Чаплін намагався імітувати досить грубий стиль сеннетівських комедій-експромтів, проте успіх йому приніс саме відхід від цього стилю. Незабаром він став знаменитим кіноактором і почав формувати і відшліфовувати свій екранний образ. Спочатку його персонаж Чез (на знімальних «хлопавках» у робочих дублях, що збереглися, він позначався як Chas Chaplin, Авенаріус називає його «Чейс») мав вигляд зухвалого шахрая і ловеласа, проте поступово в образі з'явилося дедалі більше людської теплоти й ліризму, який глядач звик пов'язувати з маленьким волоцюгою. Поступово освоюючи найновіші аспекти кіновиробництва, Чаплін перестав задовольнятися тільки акторською роботою і вмовив Сеннета дозволити йому самому ставити фільми. Незабаром Чаплін зрозумів, що робота на Сеннета обмежує його творчі можливості, і пішов з «Кістоун».

#### Ессеней Філм
Заробітки Чарлі швидко зросли: якщо 1914 року в «Кістоун» він отримував $150 на тиждень, то вже 1915-го в студії «Ессеней Філм» (Essanay Film) — $1250 на тиждень плюс бонус $10 000 за контракт; у 1916–1917 роках у «М'ючуел Філм» (Mutual Film) — $10 000 на тиждень плюс $150 000 за контракт. 1917 року Чаплін уклав зі студією «Ферст Нешнал Пікчерз» (First National Pictures) контракт на $1 000 000, ставши на той час найдорожчим актором в історії.

#### Юнайтед Артістс

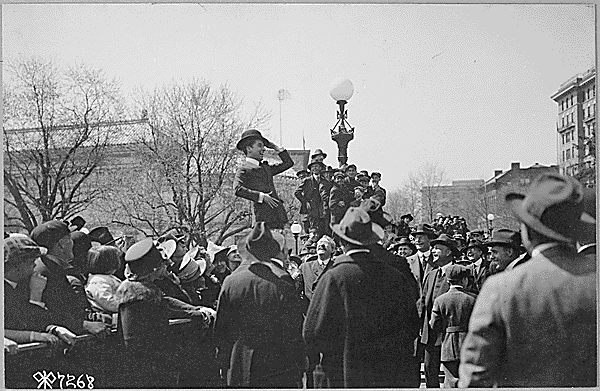
Чарлі Чаплін 4 червня 1918 року виголошує промову на честь річниці вступу США у Першу світову війну

З часом він вирішив знайти творчу самостійність і 1919 року заснував студію «Юнайтед Артістс» (United Artists) спільно з Мері Пікфорд, Дугласом Фербенксом і Девідом У. Грифітом.

#### Ріст популярності
1921 року Чаплін подорожував до Європи. У Лондоні й Парижі при його появі збиралися величезні натовпи. За три перші дні в Лондоні Чаплін одержав 73000 листів. У Берліні його ніхто не знав, у післявоєнній Німеччині фільми Чапліна не показували. Другий візит до Європи Чаплін зробив 1931 року — під час прем'єри фільму «Вогні великого міста». Утретє побував у Європі 1936 року під час показу фільму «Нові часи».
До 1922 року Чаплін не мав власного будинку — жив в орендованих будинках, готелях і клубі. 1922 року побудував свій будинок у Беверлі-Хіллз. У будинку, окрім 40 кімнат, був кінозал і орган.
Славу Чапліну принесло німе кіно, і хоча звук з'явився у фільмах уже 1927 року, Чарлі залишився вірним старій кінотехніці ще ціле десятиліття. Першою повністю звуковою картиною Чапліна став «Великий диктатор» — антигітлерівський фільм, знятий 1940 року. Це був останній фільм, де було використано образ Волоцюги Чарлі.

### Останні роки життя
1952 року Чаплін створив фільм «Вогні рампи» — розповідь про долю творчої людини і про творчість взагалі. 17 вересня 1952 року він вирушив до Лондона на світову прем'єру «Вогнів рампи», і глава ФБР Едгар Гувер добився від імміграційної влади заборони на зворотний в'їзд актора в країну. Чаплін оселився в Швейцарії, в містечку Веве.
У Швейцарії Чаплін написав музику до своїх старих німих фільмів, озвучив фільм «Золота лихоманка».
Актор був нагороджений Міжнародною премією Миру 1954 року.
У своєму фільмі «Король у Нью-Йорку» (1957) Чаплін усе ще сам грав головну роль.
1964 року Чаплін видав свої мемуари, які лягли в основу біографічного художнього фільму «Чаплін» (1992). Останній фільм «Графиня з Гонконгу» Чаплін поставив за своїм сценарієм 1967 року; головні ролі у фільмі виконали Софі Лорен і Марлон Брандо.
1972 року Чаплін удруге отримав почесного «Оскара». Для цього він приїхав на короткий час у США — йому дали лише обмежену візу. 4 березня 1975 року Чаплін був посвячений у лицарі королевою Єлизаветою II у званні лицаря-командора Ордену Британської імперії.
Актор помер 25 грудня 1977 року в своєму будинку у Веве.

## Особисте життя
Чаплін був одружений чотири рази, у нього було 11 дітей. Деякі з них також пробували себе як актори. Найбільшої популярності як акторка набула Джеральдіна Чаплін.

### Жінки в житті Чапліна

#### Гетті Келлі
Гетті Келлі — танцюристка, перше кохання Чапліна. Вони познайомилися у Лондоні, коли Чапліну було 19 років, а Гетті 14. Після п'яти побачень вони розлучилися. Пізніше Гетті Келлі одружилася, а Чаплін кілька разів зустрічався з її братом. Гетті Келлі померла 1918 року під час пандемії «іспанки». Чаплін дізнався про це лише 1921 року.

#### Една Первіенс

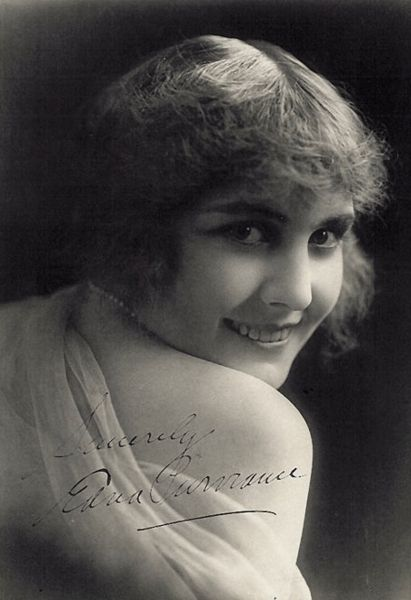
Една Перваєнс

Первіенс і Чаплін познайомилися 1915 року в Лос-Анджелесі під час зйомок другого фільму Чапліна для студії Ессеней. Една Перваєнс підтримувала романтичні стосунки з Чапліном під час їхньої спільної роботи в студіях Essanay і Mutual films у 1916—1918 роках. 1918 року вона почала зустрічатися з актором Томмі Мейганом із компанії «Парамаунт». Перваєнс залишалася головною акторкою у фільмах Чапліна до 1923 року. Чаплін щотижня платив їй зарплатню до самої її смерті в 1958 році.

#### Мілдред Гарріс

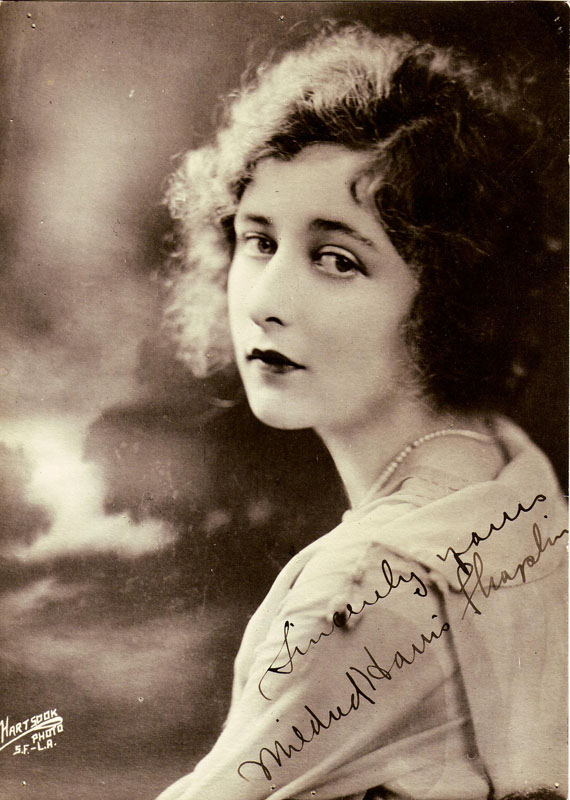
Мілдред Гарріс

Мілдред Гарріс (1901–1944) — перша дружина Чапліна. Весілля відбулося 23 жовтня 1918 року. Чапліну було 29 років, Гарріс — 16. Чаплін одружився з Гарріс через її вагітність. Пізніше вагітність виявилася помилковою. 7 липня 1919 року в них народився син — Норман Спенсер Чаплін. Дитина прожила всього три дні.
1920 року під час монтажу фільму «Малюк» почалася процедура розлучення. Адвокати Гарріс намагалися заарештувати фільм. Чаплін був вимушений вивезти близько 140 000 метрів кіноплівки (більш як 2000 дублів) до іншого штату. Фільм монтували в готельному номері у Солт-Лейк-Сіті.
Розлучення супроводжувалося взаємними звинуваченнями. Пізніше Чаплін в автобіографії написав про цей шлюб таке:
| Мілдред була не злою, але вона була безнадійно зоологічна. Я ніколи не міг дістатися до її душі — вона була у неї забита якимсь рожевим ганчір'ям і всякою нісенітницею. |

#### Літа Грей
Літа Грей (Lita Grey, 1908–1995) — друга дружина Чапліна. Весілля відбулося 26 листопада 1924 року. Знімалася у фільмах «Золота лихоманка», «Святковий клас», «Малюк». У них було двоє синів: Чарлз Чаплін (молодший) (1925—1968) і Сідней Ерл Чаплін (1926—2009). Розвелися 1928 року під час зйомок фільму «Цирк». Чаплін виплатив Літі $825 000 — рекордну для того часу суму, що стало причиною розслідування податкових органів. Біограф Чапліна Джойс Мільтон писав, що відносини Чапліна і Літи Грей стали основою роману Набокова «Лоліта».

#### Полетт Годдар
Акторка Полетт Годдар (1910–1990) і Чаплін були в близьких стосунках із 1932 по 1940 рік. Більшу частину цього часу Полетт прожила в будинку Чапліна. Знімалася в головних ролях у фільмах «Нові часи» і «Великий диктатор». Після розриву стосунків 1940 року вони заявили, що таємно поєдналися шлюбом у 1936-му. Наприкінці життя Полетт також переїхала до Швейцарії. Її чоловіком став письменник Еріх Марія Ремарк.

### Суд щодо визнання батьківства
1943 року Джоан Беррі подала позов до суду Каліфорнії про визнання Чапліна батьком її дитини. Аналіз крові на групу і резус показав, що Чаплін не є батьком. Але суд все ж зобов'язав Чапліна виплачувати утримання дитині, що він і виконував до досягнення нею 21-річного віку.
Навіть після оголошення результатів аналізу розслідування не було припинене. 1944 року федеральна влада пред'явила Чапліну звинувачення в порушенні закону Манна. Закон Манна, або «Закон про перевезення білих рабів», був прийнятий для боротьби з проституцією. Після заборони публічних будинків закон застарів, але федеральна влада користувалися законом для розправи з політичними супротивниками. Судом присяжних Чаплін був визнаний невинним за всіма пунктами звинувачення стосовно закону Манна.
У своїй біографії Чаплін писав, що йому показували відомості про те, ніби Джоан Беррі використовували нацистські організації для розправи з ним, але на вимогу адвоката Чапліна ці факти не було розголошено в суді.
Через судовий процес Чаплін працював над сценарієм фільму «Мсьє Верду» майже два роки, а на зйомки фільму пішло всього три місяці.

## Політична діяльність
Під час Першої світової війни Чаплін на прохання уряду США брав участь у розповсюдженні урядових облігацій. Разом із Мері Пікфорд і Дугласом Фербенксом Чаплін виступав на спеціальних мітингах. Під час Другої світової війни «Комітет допомоги Росії у війні» в Сан-Франциско запросив Чапліна виступити на мітингу замість хворого Джозефа Е. Девіса, колишнього американського посла в СРСР. Свою промову Чаплін почав зі звернення «Товариші!» і закликав якнайскоріше відкрити другий фронт. Після цього виступу (через вимовлене слово «Товариші») Чапліна стали вважати комуністом.
Федеральне бюро розслідувань завело справу на Чапліна ще в 1930-х роках — після фільму «Нові часи». Справа складалася з 1900 аркушів.
Під час зйомок фільму «Великий диктатор» Чапліна попереджали, що фільм матиме неприємності з цензурою. Чапліна просили відмовитися від випуску фільму, запевняючи, що він ніколи не буде показаний ні у Великій Британії, ні в США. Після нападу Німеччини на СРСР тиск «зверху» припинився, але стали поступати листи від глядачів із погрозами. У деяких із них загрожували, що в кінотеатри, в яких почнуть показувати «Диктатора», кидатимуть бомби із задушливим газом і стрілятимуть в екран. Чаплін намагався домовитися з лідером профспілок портових вантажників про охорону кінотеатрів.
Після виходу «Диктатора» на екрани нью-йоркська газета «Дейлі ньюс» писала, що «Чаплін тикав у глядачів „комуністичним пальцем“». Нацистська пропаганда почала називати Чапліна євреєм. Комісія з розслідування антиамериканської діяльності почала розслідування діяльності Чапліна, одним із пунктів розслідування була його національна приналежність.
Під час монтажу фільму «Мсьє Верду» Чапліна викликали до Вашингтона на слухання Комісії з розслідування антиамериканської діяльності, але пізніше виклик скасували. З Голлівуду викликали 19 осіб. Ті з них, хто наполягав на своїх цивільних правах, сіли на рік у в'язницю за неповагу до комісії. За однією версією Чаплін, щоб висміяти Комісію з розслідування антиамериканської діяльності, мав намір з'явитися на слухання в своєму костюмі Волоцюги. Тому Комісія скасувала свій виклик. Але в автобіографії Чаплін про це нічого не повідомляє.
Чаплін ніколи не був громадянином США. Випуск фільму «Мсьє Верду» був заборонений цензурою. Після додаткового монтажу цензори все ж дозволили прокат фільму. Демонстрація «Мсьє Верду» супроводжувалася в Сполучених Штатах протестами. У газетах почалося цькування Чапліна. Окрім звинувачень у приналежності до комуністів, додалися дорікання в тому, що він, проживаючи в Сполучених Штатах, не бажав отримати громадянства США. «Католицький легіон» оголосив бойкот фільму, кінотеатри стали відмовлятися від прокату «Мсьє Верду». У газетах друкували фотографії пікетів «Католицького легіону» з плакатами «Чаплін — попутник червоних!», «Геть з нашої країни чужака!», «Чаплін дуже довго загостювався у нас!», «Чаплін — невдячний! Він посіпака комуністів!», «Вислати Чапліна до Росії!». Проте фільм був номінований на отримання премії Оскар у категорії «Найкращий сценарій».
1952 року Чаплін захотів ненадовго виїхати до Великої Британії і почав просити в імміграційних служб США зворотну візу. Імміграційні служби США почали проводити власне розслідування, яке тривало кілька місяців, і видали Чапліну в'їзну візу. Вже на шляху до Європи Чапліну повідомили, що в'їзд у США йому закритий, а для отримання візи йому належить відповісти комісії департаменту імміграції на запитання щодо низки звинувачень політичного порядку, а також звинувачення в моральній розбещеності.
Через три роки після виїзду Чапліна із США Податковий департамент США оподаткував доходи, отримані Чапліном у Європі від прокату фільму «Вогні рампи» по 1955 рік. Податковий департамент вважав його постійним жителем США. Чаплін не зміг звернутися до захисту американського суду, щоб захистити свої інтереси.

## Образ Волоцюги

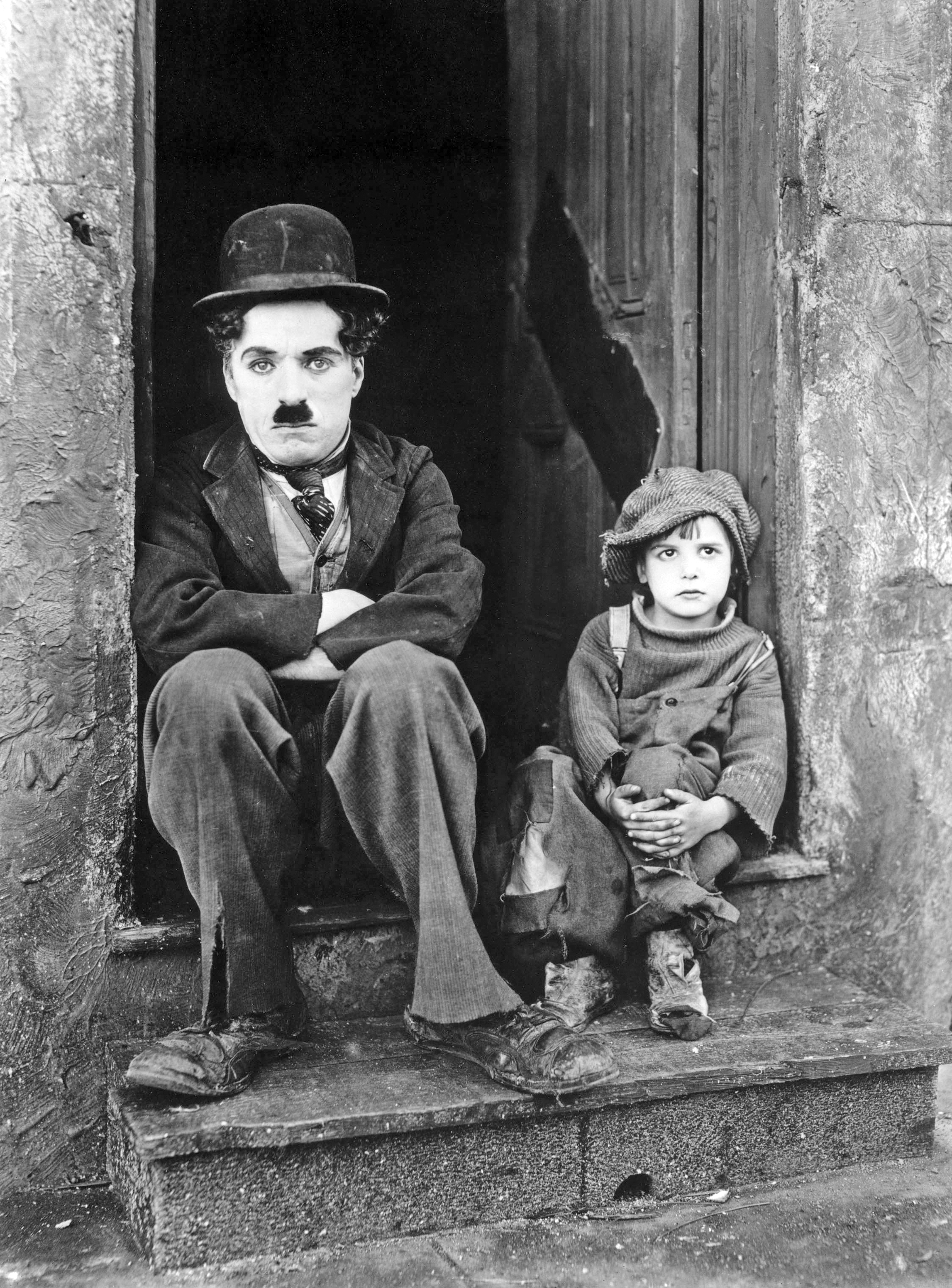
Чарлі Чаплін у фільмі «Малюк» (The Kid)

Образ Волоцюги вперше з'явився у фільмі «Незвичайно скрутне становище Мейбл» (за іншою версією — у фільмі «Дитячі автомобільні гонки», що був знятий дещо пізніше, але вийшов на екран на тиждень раніше).
Чаплін надягнув величезні штани, вузьку візитку, великі черевики, на голову — котелок, у руках тримав тростину. Чаплін був ще молодим, тому для солідності приклеїв невеликі вуса, які не приховували міміки, потрібної в німому кіно. У першій своїй появі на кіноекрані Чаплін вийшов із пишними вусами.
Чаплін в автобіографії писав про свого персонажа:
| ... Він дуже різносторонній — він і волоцюга, і джентльмен, і поет, і мрійник, а загалом це самотня істота, котра мріє про красиву любов і пригоди. Йому хочеться, щоб ви повірили, ніби він учений або музикант, або герцог, або гравець у поло. І водночас він готовий підібрати з тротуару недопалок або відняти у малюка цукорок. І, зрозуміло, при відповідних обставинах він здатний дати пані стусана по заду, — але тільки спересердя. |
Чаплін прагнув вийти за рамки «комедії ляпасів», у жанрі яких знімалися всі комедії того часу. У фільмі «Позикова каса» Волоцюга в сцені звільнення показав жестом, що в нього кілька дітей, яких потрібно годувати. Чаплін відмітив, що глядачі, які перебували на знімальному майданчику, змахують сльозу. Після цього образ Волоцюги почав набувати ліричних і трагічних рис.
Маленький Волоцюга став одним із найтиражованіших образів у масовій культурі XX століття. Образ Волоцюги наслідували Радж Капур у фільмі «Пан 420», класик радянської клоунади Карандаш, Олександр Калягін у фільмі «Здрастуйте, я ваша тьотя!» та ін.

## Сучасники та послідовники
Попри те, що німе кіно поступилося місце звуковому, акторська і режисерська техніка Чапліна мала значний вплив на багатьох комічних акторів. Найпомітніше цей вплив простежується в творчості французького актора і режисера Жака Таті, який знімав звукові фільми, широко і з великим успіхом використовуючи прийоми німого кіно (наприклад, «Канікули пана Юло»).
Своєрідним послідовником Чапліна можна також вважати гонконзького актора і майстра бойових мистецтв Джекі Чана, який використовує витончену техніку трюка для створення цілих каскадів комедійних ситуацій.
Свого часу (1926—1929 роки) видатний український режисер Олександр Довженко написав сценарій «Цар» для Чарлі Чапліна, який був сатирою на Миколу ІІ. Це трагікомічний фарс про безглуздя війни, коли солдата, котрий ніколи не воював, засуджують до страти, а потім посмертно нагороджують. Відповіді на пропозицію Довженко не отримав.
Також у цей час Довженко написав інший сценарій «Загублений Чаплін», про Чарлі Чапліна на безлюдному острові. Однак і цей сценарій не був втілений у фільм.
Серед вітчизняних акторів «українським Чарлі Чапліном» найчастіше називають двох майстрів кіномистецтва: Дмитра Капку і Миколу Яковченка.
Також у жанрі, подібному до німого кіно, творить українське творче об'єднання Маски (комік-трупа).

## Фільмографія
У деяких своїх фільмах Чаплін виконував епізодичні ролі (камео), не вказуючи власне ім'я у титрах, з'являючись інкогніто, але його завжди можна було впізнати. У фільмі «Парижанка» він навіть на початку попереджав у титрах, що сам у фільмі не з'явиться. У фільмі «Графиня з Гонконгу» він з'явився в ролі дуже старого стюарда.

## Цікаві факти
- Чаплін на чотири дні старший від Гітлера, якого спародіював у фільмі «Великий диктатор».
- У Чапліна були блакитні очі.
- Чаплін був шульгою і навіть на скрипці грав лівою рукою.
- Першим автомобілем Чапліна був розкішний швидкісний Locomobile за $4900.
- Улюбленим видом спорту Чапліна був бокс. З Вірджинією Черрілл (виконавцею головної ролі у фільмі «Вогні великого міста») Чаплін познайомився на стадіоні під час боксерського бою.
- Улюбленим танцем Чапліна було танго. У фільмі «Вогні великого міста» він «зіставив» бій на рингу з танго.
- Чаплін на своїх фільмах заробив близько $10,5 млн.
- Чаплін продав усі свої акції 1928 року, ґрунтуючись на даних про безробіття — до настання Великої депресії.
- Під час зйомок фільмів Чапліна відбувся всього один нещасний випадок. Травму отримав сам Чаплін на зйомках фільму «Тиха вулиця».
- Чаплін одного разу інкогніто брав участь у конкурсі двійників Волоцюги. За однією версією, він посів на конкурсі друге місце, за іншою версією — третє.
- Улюбленим коміком Чапліна був Бенні Гілл. Коли Гілл 1991 року відвідав сім'ю Чапліна, йому показали велику колекцію відео з шоу Бенні Гілла, зібрану Чапліном.
- У 1920-х роках персонаж Чапліна («маленька людина») був відомий під ім'ям «Шарло».
- У Російській імперії фільми Чапліна не користувалися значним успіхом. Характерний вислів про них, опублікований у журналі «Проектор»: «Чаплін далеко не комічний актор. Він просто клоун, просто той, хто отримує ляпаси. <…> У нас у Росії Чаплін не може мати такого успіху: він дуже грубий, дуже примітивний, дуже мало витончений. <…> Такі коміки, як Макс Ліндер, Пренс, Паташон, навіть Андре Дід, нам незрівнянно ближчі й зрозуміліші».

## Пам'ять

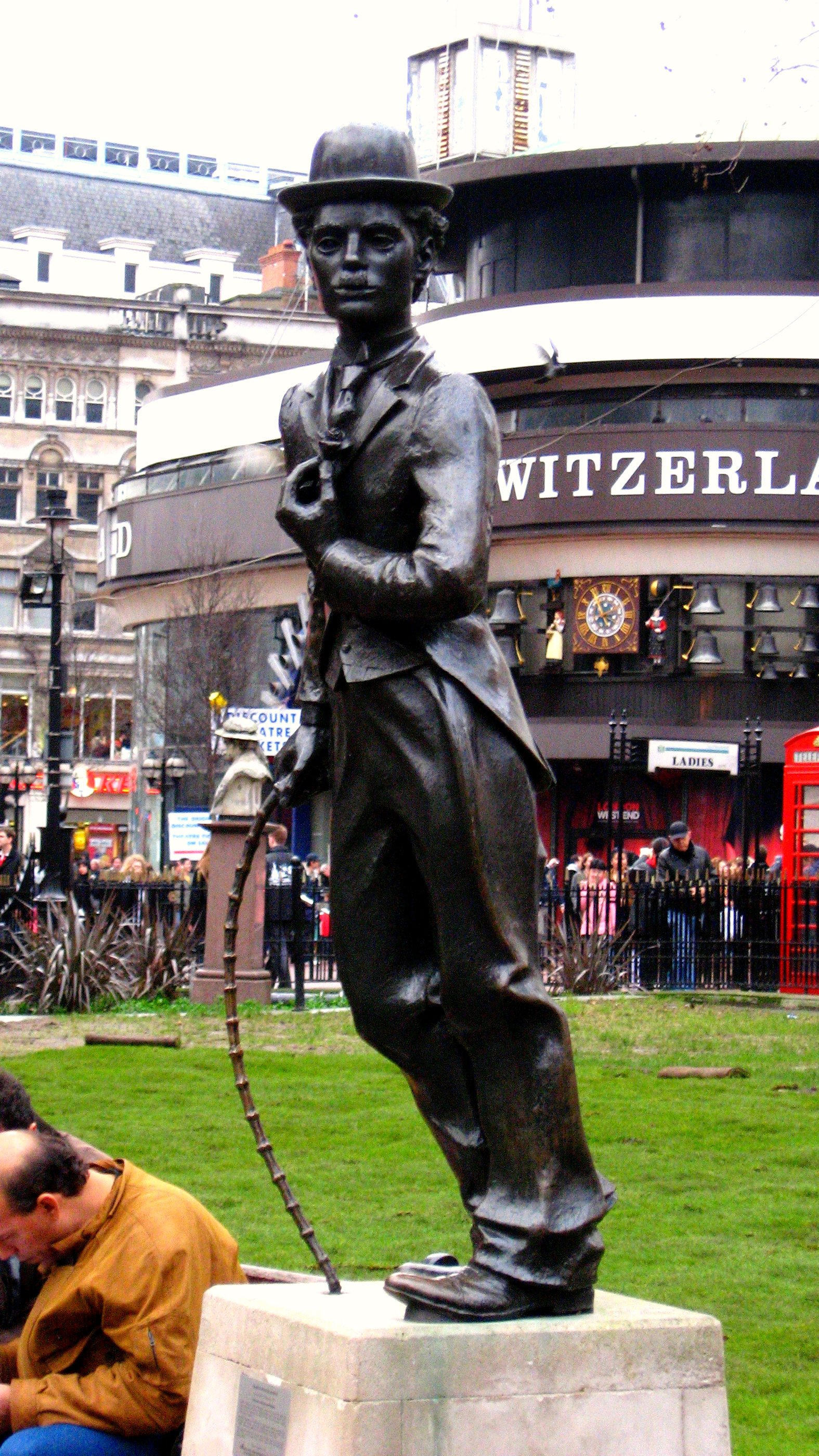
Пам'ятник Чарлі Чапліну в Лондоні

- Його ім'я вибите на Алеї Слави у Голлівуді.
- На честь Чарлі Чапліна радянський астроном Людмила Карачкіна назвала астероїд 3623 Chaplin.
- У швейцарському місті  Веве, де Чарлі Чаплін провів останні роки свого життя, стоїть статуя з його зображенням. Також є репродукція на Лейстер-сквер у Лондоні.
- У музеї мадам Тюссо є муляж великого актора.
- Пам'ятник Чарлі Чапліну споруджено також у Вільяментіку, Коннектикут.

## Медіа
«Життя Чарлі» (англ. Charlie's Life) — американський документальний фільм 1916 року.
|  |  |  |